# カリスティコ
カリスティコ（Caristico、1982年12月22日 - ）は、メキシコの覆面レスラー。
本名、ルイス・イグナシオ・ウリベ・アルヴィルデ（Luis Ignascio Urive Alvirde）、メキシコシティ出身。
メキシコのメジャー団体であるCMLL時代は2代目ミスティコ（Mistico）、アメリカのメジャー団体であるWWEではシン・カラ（Sin Cara）、メキシコのメジャー団体であるAAA時代はミステシス（Myzteziz）のリングネームで活動。
ドクトル・カロンテの息子で、家族の多くがレスラーであり、兄弟にアストロ・ボーイ、アルゴス、アルヘニス、ドクトル・カロンテ・ジュニア2号、ミニ・マーダー・クラウン、叔父にトニー・サラサール、いとこにカメラマンのアレクシス・サラサール、マグヌス、ウリセス・ジュニアがいる。

## 来歴

### キャリア初期
マットと銀幕の両方で活躍した大悪役ドクトル・カロンテの次男として生まれ、レスリングの基礎を教わる。
1998年、ルチャドールとしてのデビュー当初は実父のリングネームを継いで、ドクトル・カロンテ・ジュニア（Dr. Karonte, Jr.）を名乗っていたが、2000年に亡兄のリングネーム、アストロ・ボーイ（Astro Boy）を襲名。実弟のアストロ・ボーイ2とタッグを組んで活躍した。2003年からは日本にも招聘され、みちのくプロレスに参戦した際には秋田新幹線で運行されている特急列車であるこまちをモチーフとしたギミックである、こまち（3代目）として、はやてとタッグを組んで活動した。

### CMLL
2004年にミスティコ（Místico）としてCMLLに復帰し、6年間活躍した。
2005年1月1日、アベルノと対戦して勝利し、NWA世界ミドル級王座を獲得。
2006年4月12日、ネグロ・カサスとタッグを組んでアベルノ & メフィストを破り、CMLL世界タッグ王座を獲得。以降、アベルノ & メフィストとの間で幾度かベルトが行き来しており、宿命のライバルとなる。
2007年4月10日、メフィストからCMLL世界ウェルター級王座を奪取。シングル、タッグともにメキシコにおけるトップレスラーとなる。
2009年8月15日、新日本プロレスに参戦。IWGPジュニアヘビー級王座を保持するタイガーマスクに挑戦して勝利し、ベルトを奪取した。軽快な空中殺法で観衆を魅了し、メキシコのルチャブーム再燃に一役買う。CMLLのみならず様々な団体の王座を獲得してからは国民的英雄となっており、各系列の会社広告に起用される他、北京オリンピックの現地レポーターを務めるなど活躍の場を多方面に広げていた。

### WWE
2011年2月、WWEとの契約を地元プロレス誌などが報じる。CMLL側は否定していたが、2月23日に本人とWWE副社長が記者発表を行い、新たなリングネームであるシン・カラ（Sin Cara）として契約を交わして入団する事が決定した。シン・カラとは顔なしである事を意味し、彼の試合では特別に照明ライトが濃い黄色になり、客席を照らす照明が消える。
4月4日、WrestleMania27翌日のRAWに出現。シェイマスに追い打ちを受けるダニエル・ブライアンを助けるような形で登場し、トップロープから場外への華麗なダイブを決め、颯爽と去っていった。4月8日、SmackDownに登場。ジャック・スワガーをリング外に落とし、コークスクリュー・ダイブを決めた。4月11日のRAWではWWEデビュー戦となるプリモと対戦し、コーナートップからC4を決めて勝利で飾った。
4月25日のドラフトにて、SmackDownに移籍。4月29日のSmackDownではジャック・スワガーを相手にSmackDownデビュー。マイケル・コールがスワガーに凶器を渡している隙をついて、ヴィクトリー・ロールを決めて勝利した。しかし、7月に禁止薬物を摂取していたことが明らかになりウェルネス・ポリシーに違反したとして30日の謹慎処分となった。8月よりシン・カラはSmackDownにて復帰。ダニエル・ブライアンに勝利した後突如ヒールターンしたかのように見えたが、これは別人であり、後に色違いのコスチュームを着たシン・カラ・ネグロと名付けられる。それに対して自身はシン・カラ・アズール（Sin Cara Azul）と呼ばれ、2人のシン・カラは抗争を繰り広げメキシコでマスカラ・コントラ・マスカラ戦を行って勝利。シン・カラ・アズールはマスクを守り、同時にマスクを剥がれたシン・カラ・ネグロの正体がフニコであることが明らかとなった。11月20日、PPVであるSurvivor Series 2011のサバイバー・シリーズ・エリミネーション・マッチに出場するも場外へのトペを行う際に膝蓋腱を断裂し、半年以上の長期欠場となった。
2012年5月に復帰した際には赤と白を基調としたコスチュームを使用。レスリングスタイルとパフォーマンスを変更し、レイ・ミステリオとタッグチームを結成してタッグ戦線に乗り込むもWWEタッグ王座に手が届かない状態が続いた。12月16日、PPVであるTLC 2012にてミステリオとのタッグでチーム・ローデス・スカラーズ（コーディ・ローデス & ダミアン・サンドウ）とWWEタッグ王座第一挑戦者決定戦を行うも敗戦した。同月18日、SmackDownにて膝を負傷していた事もあり、試合前にザ・シールドに襲撃された事により欠場。負傷での長期欠場というスキットが組まれた。
2013年1月27日、Royal Rumble 2013にて復帰。ロイヤルランブルマッチにて29番目に登場するもライバックから投げ落とされた。Royal Rumble後、しばらくハウスショー及び、前座番組であるSuperStarsやMainEventでの出場が中心となり、RAWやSmackDownに出場機会があってもジョバーとしての役割が多くなる。10月より出場機会を失い、2014年1月にWWEとの契約が満了した事により退団した。なお、通例退団発表時はリングネーム、ないし本名を併記するWWEであるが、本名のみでの発表となっている。退団後もシン・カラのキャラクターを別人が継続するためとみられる。

### インディー団体
WWE退団後、自身で設立したシン・カラ・ジムにて2014年2月1日、ルチャドールの雄志達を集めてAniversario del Sin Cara Gymなるイベントを開催。メインイベントにて弟のアルヘニス、ラ・ソンブラと組み、弟のアルゴス & ブラック・ウォリアー & エル・オリエンタルと対戦。ブラック・ウォリアーにラ・ミスティカでフィニッシュを決め勝利した。3月1日、BSW（Baja Star's Wrestling）にてBSWインターナショナルミドル級王座を保持するブラック・ウォリアーに3本勝負にて挑戦。2本フォールを奪いベルトを奪取した。4月27日、Wrestling in Tuxtla Gutierrezにてエル・エレヒードとタッグを組んでチェスマン & エル・テハノ・ジュニアとタッグマッチを行い勝利した。5月4日、UMLL Guerra de Gladiadoresにてアルヘニス & アルゴス、そしてAAAのトップレスラーであるシベルネティコと組んでCMLL時代のライバルであったアベルノ & サイコ・サーカスとCMLL & AAAのドリームマッチを行い勝利した。

### AAA
2014年5月17日、AAAに登場。正体不明の人物として紹介された。そして6月5日、正式にAAAと契約を交わして入団した事が発表され、ミステシス（Myzteziz）のリングネームで所属する事になった。同月7日、Verano de Escándaloにてシベルネティコ、ラ・パルカと組んでラ・ヌエヴァ・ソシエダード（アベルノ & チェスマン & ペロ・アグアヨ・ジュニア）と対戦。チェスマンにラ・ミスティカを決めてデビュー戦を勝利で飾った。AAAデビュー後、ラ・ヌエヴァ・ソシエダードとはAAAだけに留まらずIWRG（International Wrestling Revolution Group）、UWE（Universal Wrestling Entertainment）などのインディー団体でも抗争を展開。9月28日にはLyC（Llaves y Candados）にてライバルであるアベルノとドリームタッグを結成してシベルネティコ & ドクトル・ワグナー・ジュニアと対戦するがアベルノの裏切りでノーコンテストの裁定に終わり、直後に延長戦としてシベルネティコと組んでアベルノ & ドクトル・ワグナー・ジュニアと対戦して勝利した。10月12日、Heroes Inmortales VIIIにて行われたAAAを創設したアントニオ・ペーニャを讃うタイトルであるコパ・アントニオ・ペーニャを懸けた8人制ロイヤルランブルランバージャックマッチに出場。最後にペンタゴン・ジュニアにラ・ミスティカを決めて勝利し、AAA移籍後初のタイトルを獲得した。11月28日、フェニックスとロス・レイエス・デル・アイレなるタッグチームを結成してタッグ戦線に進出。12月7日、Guerra De Titanes 2014にてAAA世界タッグ王座を懸けた3wayマッチにロス・ペロス・デル・マール（ジョー・ライダー & ペンタゴン・ジュニア）、王者チームのアンジェリコ & ジャック・エバンスと対戦するがベルトを奪取するに至らなかった。
2015年5月24日、ルチャドールによるワールドカップと言えるトリオトーナメント、Victoria Lucha Libre World Cupにレイ・ミステリオ・ジュニア & エル・パトロン・アルベルトとメキシコドリームチームを結成。決勝まで勝ち進み、TNA & ルチャアンダーグラウンド連合チーム（ミスター・アンダーソン & ジョニー・ムンド & マット・ハーディー）と対戦して勝利し、優勝を飾った。8月10日、AAA年間最大のイベントであるTriplemanía XXIIIにてレイ・ミステリオ・ジュニアとドリームマッチを行う。試合はミステリオから自身がフィニッシャーとしているラ・ミスティカを決められてしまい敗戦。試合後に憤慨してミステリオを襲撃し、ルードユニットであるペロス・デル・マールへ加入する事を宣言。異例のヒールターンを行った。ルード転向後、ミステリオと抗争を展開していたが10月9日、CMLLに突然の登場をするとバックステージでのインタビューにてAAAとの契約期間の終了は間近であり、CMLLに復帰する意向である事をコメントした。同月12日、AAAより正式に契約終了に伴い退団する事が発表された。

### CMLL
2015年10月16日、CMLLにて記者会見を開いてリングネームを新たにミスティク2.0（Mystic 2.0、ミスティク・ドス・プント・セロ）へと変更する事を発表した。同月25日、LLE（Lucha Libre Elite）にてカリスティコ（Caristico）のリングネームで登場し、ボラドール・ジュニアと組んでロス・インゴベルナブレス（ラ・マスカラ & ルーシュ）と対戦。3本目にルールを無視した襲撃を受けて反則での勝利となった。インタビューの際にリングネームに関して現在のミスティコを尊重して改名する方針であったと答えた。
11月7日、ネサワルコヨトルを拠点にするCara Luchaにてアンヘル・デ・オロ、バルバロ・カベルナリオ、フラミータと4wayマッチを行い、最後にアンヘル・デ・オロにラ・ミスティカを決めて勝利した。同月22日、CMLL Eliteにてアトランティス & ネグロ・カサスと組んでシベルネティコ & ブラック・ウォリアー & メフィストと対戦。3本勝負での最後にシベルネティコから金的攻撃を受けて反則勝利となった。同月29日、CMLL Eliteにてアトランティスと組んでブラック・ウォリアー & シベルネティコと対戦。ルールを一切無視して両者とも攻められてしまい反則勝利となるが試合が終了しても尚、攻撃を受け続けリング外へと追い出される屈辱を受けた。12月7日、CMLL Eliteにてエル・スカイチーム（ミスティコ & バリエンテ & ボラドール・ジュニア）vs ロス・ヘルブラザーズ（シベルネティコ & シャーリー・ロックスター & メフィスト）との試合において終盤に孤立の状態で窮地に立たされたミスティコを救いに介入。2人で撃退して共演を果たした。
2016年5月21日、LLE Noche de Campeonesにて新設されたEliteミドル級王座を賭けたトルネオ・シベルネティコマッチに出場。最後まで残りライバルであるメフィストと激突。ラ・ミスティカを決めて勝利。初代王者となった。
8月21日、5年ぶりに来日を果たし、新日本プロレス主催のSUPER J-CUP 2016に参戦。ティタン & ボラドール・ジュニアと組んでグラン・ゲレーロ & エウフォリア & ウルティモ・ゲレーロを相手にスペシャル6人タッグマッチを行い、最後にボラドール・ジュニアがグラン・ゲレーロにスパニッシュ・フライを決めて勝利した。同日、13年ぶりにみちのくプロレスへ凱旋する事が決定。9月に行われるふく面ワールドリーグ戦に出場する事が発表された。9月16日より開始されたふく面ワールドリーグ戦で一回戦のサンバ・リオデジャネイロ、二回戦のジャッキー・リンと勝ち進み、同月19日、準決勝にてSUGIと対戦して最後にスパニッシュ・フライを決めて勝利。同日に行われた決勝ではレボルシオンと対戦。最後にスパニッシュ・フライからラ・ミスティカへと繋げて勝利。優勝を飾った。
2017年8月19日に全日本プロレスが主催したウルティモ・ドラゴンデビュー30周年記念大会参戦し、ウルティモ・ドラゴン、秋山準とトリオを結成し勝利。翌日の全日本プロレス岡崎市竜美丘会館大会にも参戦し、8月27日に全日本プロレス両国国技館大会においてエル・ディアマンテと30分1本勝負を行った。大空中戦の末に8分19秒にラ・ミスティカで勝利。
2019年1月21日の後楽園ホールにてボラドール・ジュニアと行った60分1本勝負のスペシャルマッチでは、一撃必殺のミスティカをボラドールにこらえられて腕を取れないという事態になり、そこから劣勢になって最後はスパニッシュフライで3カウントを取られた。
2021年8月、ミスティコ（CMLLバージョン２代目）を名乗っていたルーシュ3兄弟の次男・カルロス・ムニョス・ゴンザレスがCMLLを退団し、ドラリスティコ（DRALISTICO）にリングネームを変更。カリスティコから再びミスティコを名乗る。
2023年3月1日開催の『ジュニア夢の祭典 〜ALL STAR Jr. FESTIVAL 2023〜』では第6試合8人タッグマッチに出場。

## エピソード
初登場の際に入場パフォーマンスに失敗している。シン・カラの入場パフォーマンスは花道を駆けてリング際でトランポリンを使用して飛び上がり、トップロープを飛び越して前方一回転してリングインすると言うものだが、トップロープに接触して頭からリングに落ちそうになっている。トップロープを両手で掴んで反動を付けたお陰で何とか形の上では成功しているが、罷り間違えば大怪我してもおかしく無い状況だった。原因は花道を駆ける際に上手く走れずスピードが乗らなかった事であるが、実は初代シン・カラはこの入場パフォーマンスをミスする事が多い。それに対して二代目のシン・カラは失敗する事が少ない。

## タイトル歴
AAA
- コパ・アントニオ・ペーニャ優勝 : 2014年

CMLL
- CMLL世界ウェルター級王座 : 1回（第22代）
- CMLL世界タッグ王座 : 5回

w / ネグロ・カサス : 2回
w / エクトール・ガルサ : 2回
w / ミスティコ（3代目） : 1回
- メキシコナショナルライトヘビー級王座 : 1回
- NWA世界ミドル級王座 : 2回
- レジェンダ・デ・プラタ優勝 : 2006年、2007年、2008年
- トルネオ・グラン・アルタナティバ優勝 : 2004年、2007年

w / エル・イホ・デル・サント : 1回
w / ラ・ソンブラ : 1回
- ラ・コパ・ビセンテナリオ優勝 : 2022年

w / ロッキー・ロメロ : 1回
WWA
- WWA世界ミドル級王座 : 1回

新日本プロレス
- IWGPジュニアヘビー級王座 : 1回（第57代）

みちのくプロレス
- みちのくトリオリーグ戦優勝 : 2003年

w / はやて & やまびこ
- ふく面ワールドリーグ戦〜決勝トーナメント〜優勝 : 2016年

闘龍門
- ソフィア杯優勝 : 2005年

その他
- BSWインターナショナルミドル級王座 : 1回
- FMLL世界ヘビー級王座 : 1回

## 入場曲
- Me Muero 現在使用中　
  - La 5ª Estaciónの楽曲。ミュージックビデオにも本人（ミスティコ時代）役で出演している。
- Ameno - ミスティコ時、及びミステシス時に使用。当代ミスティコが継続使用している。
- Ancient Spirit